# Prix Holly-du-Locton
Groupe III
Le prix Holly-du-Locton est une course hippique de trot monté se déroulant au mois de février sur l'hippodrome de Vincennes.
C'est une course de Groupe III réservée aux pouliches de 3 ans, ayant obtenu une allocation (conditions en 2025). Elle était classée Groupe II avant 2019, année où son allocation est réduite de moitié.
Elle se court sur la distance de 2 200 mètres (grande piste), départ volté, pour une allocation qui s'élève à 60 000 €, dont 27 000 € pour le vainqueur.
Son équivalent pour les mâles est le prix Édouard-Marcillac ayant lieu le même jour. Les deux courses étaient jusqu'en 2018 les deux premiers groupes II proposés à la nouvelle génération au monté. Elles permettent d'établir une première hiérarchie des jeunes trotteurs dans cette spécialité.
La course rend hommage à Holly du Locton, jument spécialiste du trot monté s'étant notamment illustrée lors des années 1998 et 1999.

## Palmarès depuis la création en 2002
| Année                     | Vainqueur          | Père             | Jockey                   | Entraîneur               | Réd.km |
| ------------------------- | ------------------ | ---------------- | ------------------------ | ------------------------ | ------ |
| 2025                      | Mina Dry           | Cash and Go      | Alexis Colette           | Sébastien Guarato        | 1'15"  |
| 2024                      | Little Orélie      | Feeling Cash     | Mathieu Mottier          | Mathieu Mottier          | 1'14"  |
| 2023                      | Karlita            | Fabulous Wood    | Alexandre Abrivard       | William Bigeon           | 1'13"7 |
| 2022                      | Junon du Léard     | Briac Dark       | Paul-Philippe Ploquin    | Alexis Philippe Grimault | 1'13"9 |
| 2021                      | Idéale du Chêne    | Bird Parker      | Paul-Philippe Ploquin    | Julien Le Mer            | 1'12"8 |
| 2020                      | Harley Rock        | Bird Parker      | Benjamin Rochard         | Tony Le Beller           | 1'14"9 |
| 2019                      | Guérilla de Simm   | Brillantissime   | Yoann Lebourgeois        | Philippe Allaire         | 1'15"3 |
| Millésimes en Groupe II : |                    |                  |                          |                          |        |
| 2018                      | Ferreteria         | Goetmals Wood    | Matthieu Abrivard        | Yves Boireau             | 1'13"8 |
| 2017                      | Évidence Roc       | Paris Haufor     | Émilie Le Beller         | Bertrand Le Beller       | 1'14"8 |
| 2016                      | Dokha Védaquaise   | Prodigious       | Yoann Lebourgeois        | Philippe Allaire         | 1'15"7 |
| 2015                      | Ciperla Mag        | Quaker Jet       | Mathieu Mottier          | Bruno Bourgoin           | 1'15"6 |
| 2014                      | Beauty Turgot      | Hand du Vivier   | Franck Nivard            | Fabrice Souloy           | 1'15"3 |
| 2013                      | Almira Marancourt  | Lilium Madrik    | Éric Raffin              | Sebastien Hervalet       | 1'16"1 |
| 2012                      | Varatoga           | Kitko            | Matthieu Abrivard        | Åke Kristoffersson       | 1'15"1 |
| 2011                      | Union d'Urzy       | Coktail Jet      | Pierre-Yves Verva        | Thierry Duvaldestin      | 1'15"8 |
| 2010                      | Tarelise           | Memphis du Rib   | Jean-Loïc-Claude Dersoir | Patrick Thibout          | 1'15"  |
| 2009                      | Symphonie du Bois  | Big Prestige     | Nathalie Henry           | Jean-Luc Dersoir         | 1'15"8 |
| 2008                      | Rêverie d'Ar       | Kuadro Wild      | Maxime Bézier            | Sébastien Guarato        | 1'16"  |
| 2007                      | Quokine Berry      | Chef du Châtelet | Laurent-Claude Abrivard  | Jean-Michel Bazire       | 1'15"8 |
| 2006                      | Postania de Viette | Viking's Way     | Nathalie Henry           | Frederic Prat            | 1'16"7 |
| 2005                      | Orélie de Retz     | First de Retz    | Philippe Masschaele      | Luc Roelens              | 1'14"8 |
| 2004                      | Noora de l'Iton    | Workaholic       | Louis Baudron            | Thierry Duvaldestin      | 1'16"5 |
| 2003                      | Manika             | Hello Jo         | Gaëtan Prat              | Didier Dauverne          | 1'18"4 |
| 2002                      | Léda d'Occagnes    | Cygnus d'Odysée  | Philippe Masschaele      | Pierre-Désiré Allaire    | 1'18"5 |